# سابرينا فيغا (لاعبة شطرنج)
سابرينا فيغا (بالإسبانية: Sabrina Vega Gutiérrez)‏ هي لاعب شطرنج إسبانية، ولدت في 28 فبراير 1987 في لاس بالماس دي غران كناريا في إسبانيا.

## وصلات خارجية
- سابرينا فيغا على موقع الاتحاد الدولي للشطرنج (الإنجليزية)
- سابرينا فيغا على موقع مباريات الشطرنج (الإنجليزية)
- سابرينا فيغا على موقع 365Chess.com (الإنجليزية)
- سابرينا فيغا على موقع Chesstempo.com (الإنجليزية)
- سابرينا فيغا سجل أولمبياد الشطرنج للسيدات على موقع OlimpBase.org (الإنجليزية)